# Smermisia
Smermisia es un género de arañas araneomorfas de la familia Linyphiidae. Se encuentra en Sudamérica y Centroamérica.

## Lista de especies
Según The World Spider Catalog 12.0:
- Smermisia caracasana Simon, 1894
- Smermisia esperanzae (Tullgren, 1901)
- Smermisia holdridgi Miller, 2007
- Smermisia parvoris Miller, 2007
- Smermisia vicosana (Bishop & Crosby, 1938)